# 相模原市立鹿島台こどもセンター
相模原市立鹿島台こどもセンター（さがみはらしりつかしまだいこどもセンター）は、神奈川県相模原市南区鵜野森に位置する児童厚生施設。

## 概要
相模原市立鹿島台こどもセンターは、地域社会における子供たちの健全な育成を目的として設立された。単なる遊び場としてだけでなく、子供たちが集い、遊び、学ぶための多機能な拠点としての役割を担っている。

## 機能
- 児童館としての機能[4]
- 地域における健全育成活動をより一層高める機能[4]
- 放課後児童健全育成対策としての機能[4]

## 建築
鉄筋コンクリート造、地上3階建、延床面積637.44 m2。地域に開かれた「緑のオアシス」となることを目指して、1996年に設計された。下階には、地域活動の利便性を高めた集会室が設けられ、上階には中心となる高い天井と高窓から自然光が差し込むプレイルームの周囲に、その他の諸室が配置されている。近年では、木造平屋建ての増築棟が計画されている。

## 施設情報
- 開館時間 - 9:00から17:00[3]
- 休館日 - 年末年始（12月29日から1月3日まで）および毎月第3日曜日 ほか[3]
- 対象 - 0から18歳未満の子どもとその保護者[3]

## 周辺施設
- 相模原市立鹿島台小学校
- 山野中央公園